# Inwazja (proces ekologiczny)
Inwazja – jeden z podstawowych procesów ekologicznych polegający na zajmowaniu danego terytorium przez gatunki zajmowane do tej pory przez przedstawicieli innych gatunków. Najczęściej zachodzi wówczas, gdy w danym ekosystemie pojawia się nowy gatunek, np. nie posiadający wrogów naturalnych (gatunek inwazyjny). Wówczas może przyczynić się on do wyparcia gatunków rodzimych zajmujących podobną niszę ekologiczną. W takiej sytuacja inwazja przeradza się w sukcesję.

## Proces inwazji (inwazji-sukcesji) w socjologii miasta
W socjologii miasta pojęcie to wraz z pojęciami segregacji, centralizacji, koncentracji i sukcesji wprowadzone zostało z ekologii przez szkołę chicagowską. Inwazja oznacza w odniesieniu do przestrzeni miejskiej wkraczanie na dany obszar miasta obcych względem zamieszkujących do grup społecznych czy typów ludzi, m.in. mniejszości etnicznych, powodując początkowo działania wrogie wobec grup inwazyjnych. Gdy liczba osób z grupy inwazyjnej zaczyna rosnąć, dochodzić może do masowego wyprowadzania się zasiedziałych mieszkańców na inne tereny miejskie. Pojęcie to łączone bywa z sukcesją, jako proces inwazji-sukcesji. Inwazja nie musi doprowadzić do sukcesji, a może zakończyć się integracją z zamieszkałą w przestrzeni ludnością. Proces ten dotyczyć może nie tylko populacji, ale również typu działalności w przestrzeni miasta.